# Dasiops rugulosus
Dasiops rugulosus är en tvåvingeart som beskrevs av Allen L.Norrbom och Mcalpine 1997. Dasiops rugulosus ingår i släktet Dasiops och familjen stjärtflugor. Inga underarter finns listade i Catalogue of Life.